# Västlands kyrka
Västlands kyrka är en kyrkobyggnad som hör till Västlands församling i Uppsala stift. Kyrkan ligger på en ås vid Tämnarån omkring tio kilometer nordost om Tierp. Vid kyrkan ligger Västlands bruk som grundades 1612.

## Kyrkobyggnaden
Nuvarande kyrkobyggnad, som färdigställdes 1862 på Åkerby byns ägor efter ritningar av länsbyggmästaren i Gävle, Carl Axel Setterberg, består av treskeppigt långhus med inbyggt, smalare halvrunt kor i söder samt ett kyrktorn i norr; eftersom man ville lägga kyrkan på en liten ås har den nord-sydlig orientering istället för traditionellt öst-västlig. Långhuset täcks av ett sadeltak, tornet avslutas upptill med en huv som har en åttakantig lanternin krönt med en tornspira. I interiören finns stora likheter med Hamrånge kyrka i Gästrikland, som Setterberg hade byggt 1847-51 efter ritningar av Johan Fredrik Åbom.

### Medeltidskyrkan

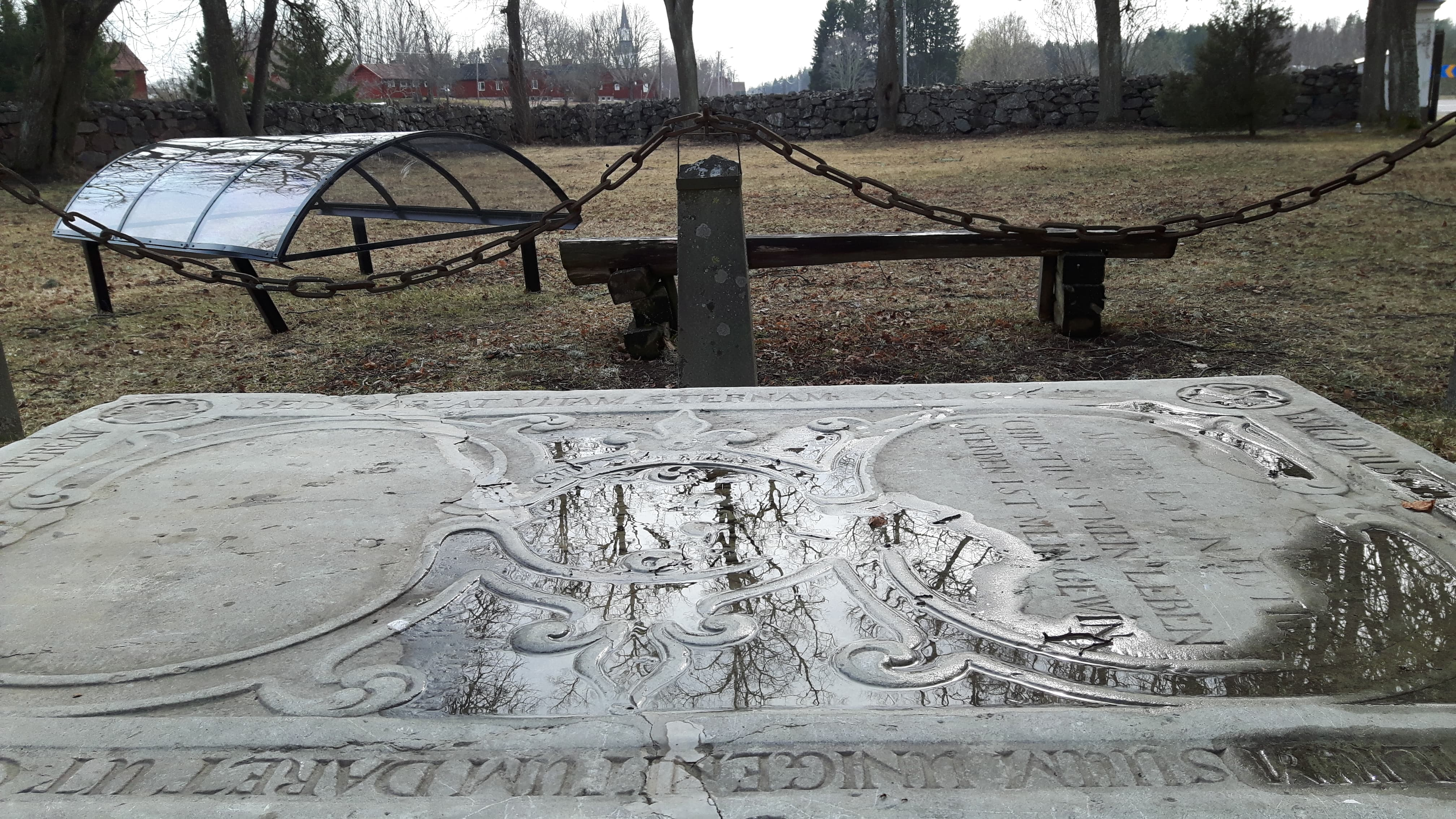
Vy från Västlands gamla kyrkogård där en medeltida kyrka en gång stått. Den revs på 1850-talet då den nya kyrkan invigdes. Närmast syns bruksägaren Welam Werviers renässansgrav. I bakgrunden syns en kyrkogårdsmur med tillhörande trädkrans av Tilia cordata. Bakom trädkransen skymtar Västlands bruk och Västlands nya kyrka.

Tidigare kyrka var uppförd av tegel och låg några hundra meter norr om nuvarande kyrkplats på byn Stymnes ägor. Tegelkyrkan uppfördes vid början av 1300-talet och bestod då av långhus med sakristia. Vid medeltidens slut försågs kyrkorummet med tegelvalv som dekorerades med målningar. Till skillnad från de flesta andra medeltidskyrkor blev målningarna aldrig överkalkade. Tidigt uppstod problem med sättningar och östra väggen stagades upp med strävpelare. Under 1700-talet brukade kyrkogården översvämmas varje år under vårfloden. Vid rysshärjningarna 1719 brändes yttertaket och dess höga takryttare ned, medan tegelvalven och kyrkorummets inredning klarade sig. Kyrkan återuppbyggdes och fick ett resligt takfall. 1736 rappades ytterväggarna som tidigare hade varit oputsade. En ny klockstapel uppfördes 1747 närmare kyrkan och ersatte en stapel som stod inne bland bruksbebyggelsen på andra sidan Tämnarån. Förra klockstapeln och en del av bruksbebyggelsen skonades vid rysshärjningarna som kompensation för att ryssarna mot gällande order hade bränt kyrkan. 1787 var det aktuellt att förlänga kyrkan, men någon ombyggnad genomfördes aldrig. När nuvarande kyrka höll på att ta form revs gamla kyrkan våren 1855.  Gamla kyrkplatsen är numera ängsmark, omgiven av en bogårdsmur och planterade lindar. Några gravvårdar är bevarade. Av den rivna kyrkan är numera inget synligt ovan jord. 

### Nuvarande kyrkas tillkomst och ombyggnader
Redan omkring år 1800 framkom önskemål om en ny kyrkobyggnad, men inte förrän år 1847 sändes ritningar till Överintendentsämbetet. Ritningarna som upprättades av länsbyggmästaren Carl Axel Setterberg i Gävle, var kopior av Johan Fredrik Åboms ritningar till Hamrånge kyrka i Gästrikland. Ursprungligen hade Setterberg lämnat in ritningar till Hamrånge kyrka, men fått dessa refuserade av Överintendentsämbetet. När uppdraget kom att rita Västlands kyrka visste Setterberg hur myndigheten i Stockholm ville att kyrkor skulle se ut. Han lade dock till en del detaljer och ritade ett annorlunda kyrktorn. Setterbergs torn godkändes inte av Överintendentsämbetet, men uppfördes ändå av församlingen.
Kyrkan som är i nyklassicistisk stil började byggas vid mitten av 1850-talet och togs i bruk 1858. Invigningen ägde rum 1862 och därefter stod kyrkan oförändrad i närmare hundra år.
I samband med en större reparation 1922-1924 tillkom glasmålningar i de tre korfönstren. Glasmålningarna är tillverkade av firman Neuman & Vogel i Stockholm. Mittfönstret har en målning föreställande Den Helige Andes duva medan sidofönstrens målningar har motiven paradiset respektive helvetet. En mer omfattande renovering utfördes 1956-1957 samt 1962 efter förslag av arkitekterna Ärland Noreen och Carl Hampus Bergman. Under orgelläktaren inreddes en brudkammare och ett litet kapell, som kallas Ansgarskapellet. Interiören som tidigare var vit färgsattes i en varmare färgskala. Vidare fick tornportalen nya kopparportar, efter ritning av Ärland Noreen.

## Inventarier
- En paten härstammar från 1300-talet.
- Ett svårt skadat triumfkrucifix är från början av 1300-talet.
- Ett krucifix från senmedeltiden tjänar som altarprydnad.
- I koret står en dopfunt av grå marmor med röda och rosa inslag från 1400-talet. På mellanstycket finns skulpterat en stor flätad knut och runt cuppan finns skulpterat en ranka.
- Nattvardskärlet tillverkades omkring år 1600 och bär Gävle stadsvapen.
- En oblatask är tillverkad 1703 av silver från ett sockentyg.
- Predikstolen är samtida med nuvarande kyrka. Gamla kyrkans predikstol tillkom 1708. Dess korg förvaras i Ansgarskapellet i nuvarande kyrka medan trappräcket och andra delar förvaras i kyrkans bibliotek.
- En guldbroderad kollekthåv är från 1600-talet. Två äldre skrudar är från 1747 samt 1819 och hade ursprungligen svart kulör. Bland moderna textilier finns en blå korkåpa som är komponerad av Anna Lisa Odelqvist-Kruse och tillverkad av Libraria. Korkåpan donerades 1982 av kyrkliga syföreningen.
- Kormattan skänktes till kyrkan 1939 av kyrkliga syföreningen. Mattan komponerades av Märta Gahn och vävdes av Libraria.
- I tornet hänger tre kyrkklockor. Storklockan är omgjuten 1682 samt 1950. Mellanklockan är gjuten 1718 samt 1810. Lillklockan är tillverkad 1739 i Stockholm av Gerhard Meyer d.y.

### Orgel
- Innan 1747 fanns ett orgelverk från tidigt 1500-talet.
- 1747 byggde Olof Hedlund, Stockholm en orgel med 12 stämmor.[1] Den medeltida kyrkans rivs 1855 och orgeln flyttades över 1862 till den nya kyrkan.

| Manual         |
| Kvintadena 16' |
| Principal 8'   |
| Kvinta 6'      |
| Oktava 4'      |
| Gedackt 4'     |
| Spetsflöjt 4'  |
| Kvinta 3'      |
| Oktava 2'      |
| Mixtur IIII    |
| Trumpet 8'     |
| Trumpet 4'     |
| Vox humana     |

- 1915 bygger A Mårtenssons Orgelfabrik AB, Lund en orgel bakom 1747 års fasad.
- Den nuvarande orgeln är byggd 1956-1959 av Grönlunds Orgelbyggeri AB, Gammelstad och är en mekanisk orgel med slejflådor. Fasaden och ljudande fasadpipor är från 1747 års orgel. Tonomfånget är på 56/30.

| Huvudverk I  | Öververk II       | Pedal          | Koppel |
| Principal 8´ | Rörflöjt 8´       | Subbas 16´     | I/P    |
| Gedakt 8´    | Principal 4 ´     | Oktava 8´      | II/P   |
| Oktava 4´    | Spetsflöjt 4´     | Nachthorn 4´   | II/I   |
| Rörflöjt 4´  | Waldflöjt 2'      | Rauschkvint II |        |
| Kvint 2 2/3' | Sifflöjt 1'       | Fagott 16'     |        |
| Oktava 2'    | Sesquialtera II   | Regal 4'       |        |
| Mixtur IV-V  | Scharf IV         |                |        |
| Trumpet 8'   | Dulcian 8'        |                |        |
|              | Tremulant         |                |        |
|              | Crescendosvällare |                |        |

## Bildgalleri

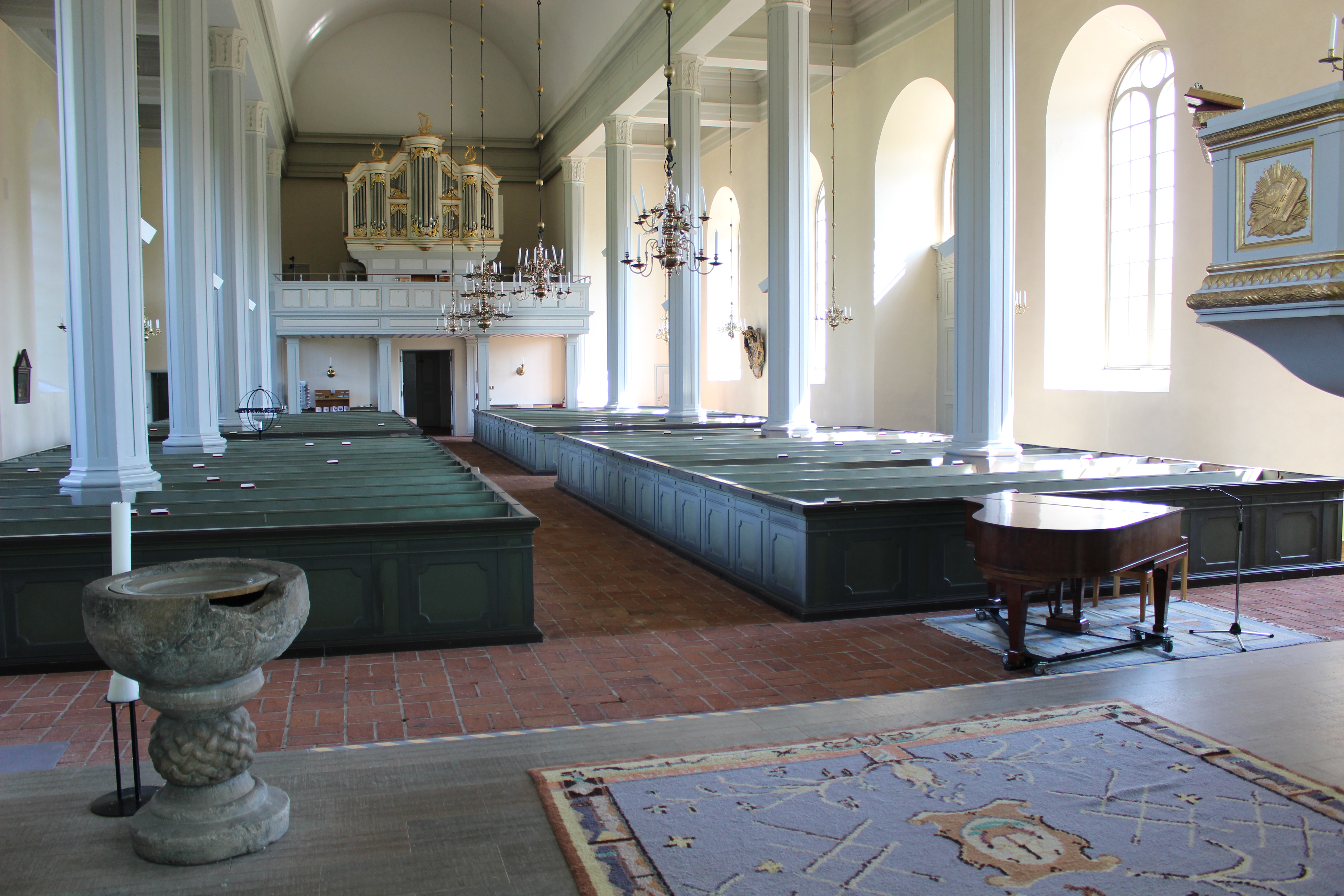
Kyrkorum mot orgelläktaren
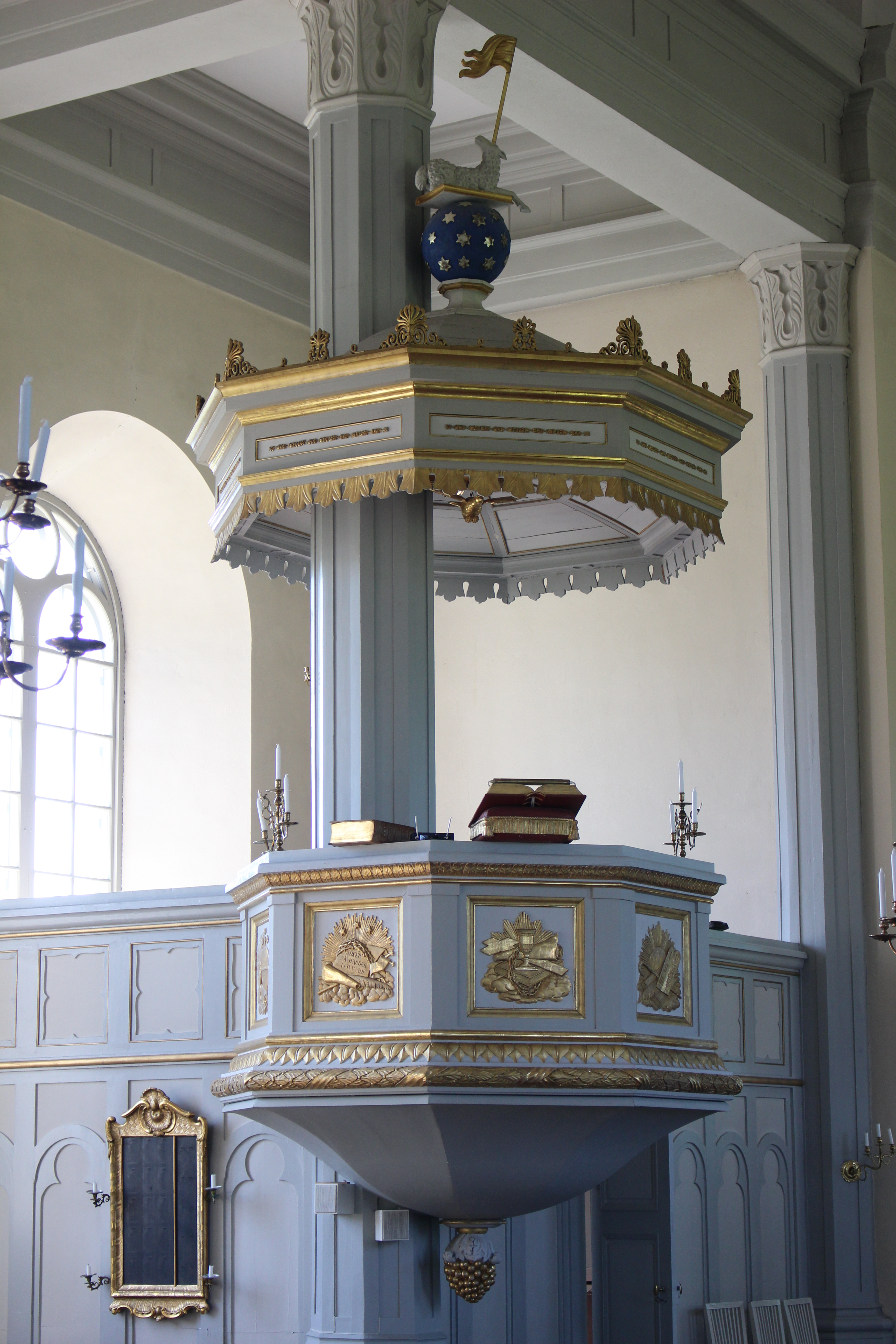
Predikstol
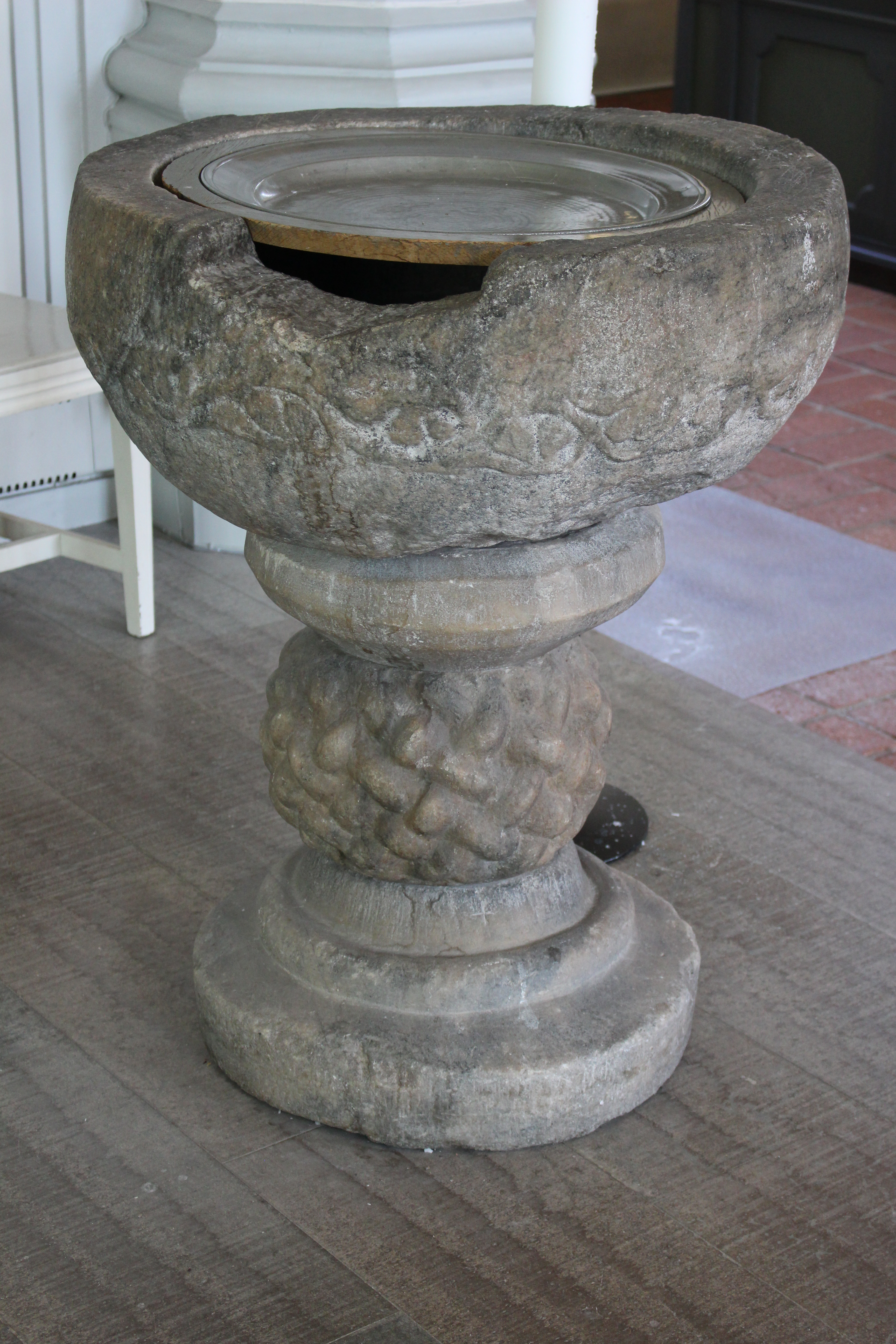
Dopfunt
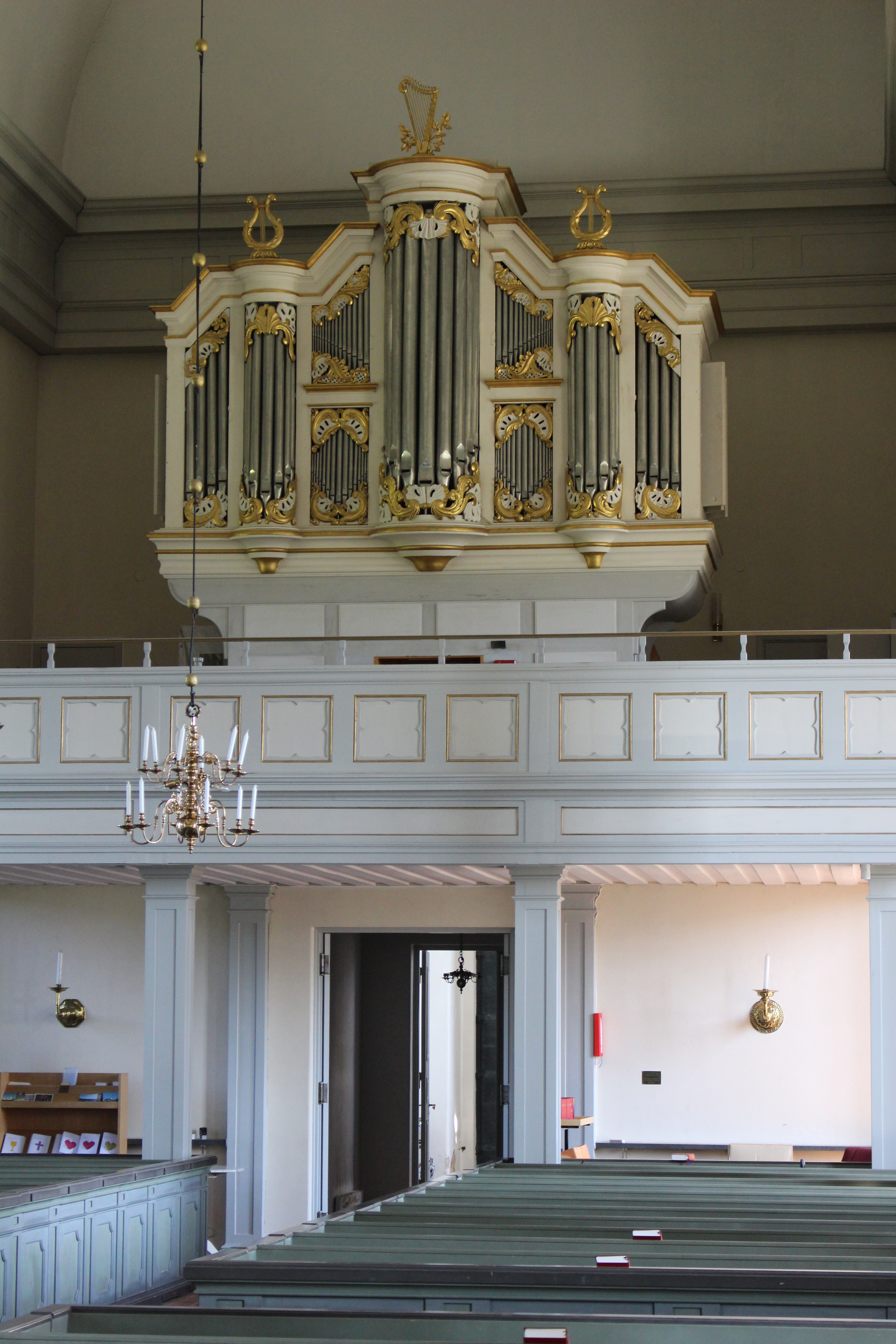
Orgel
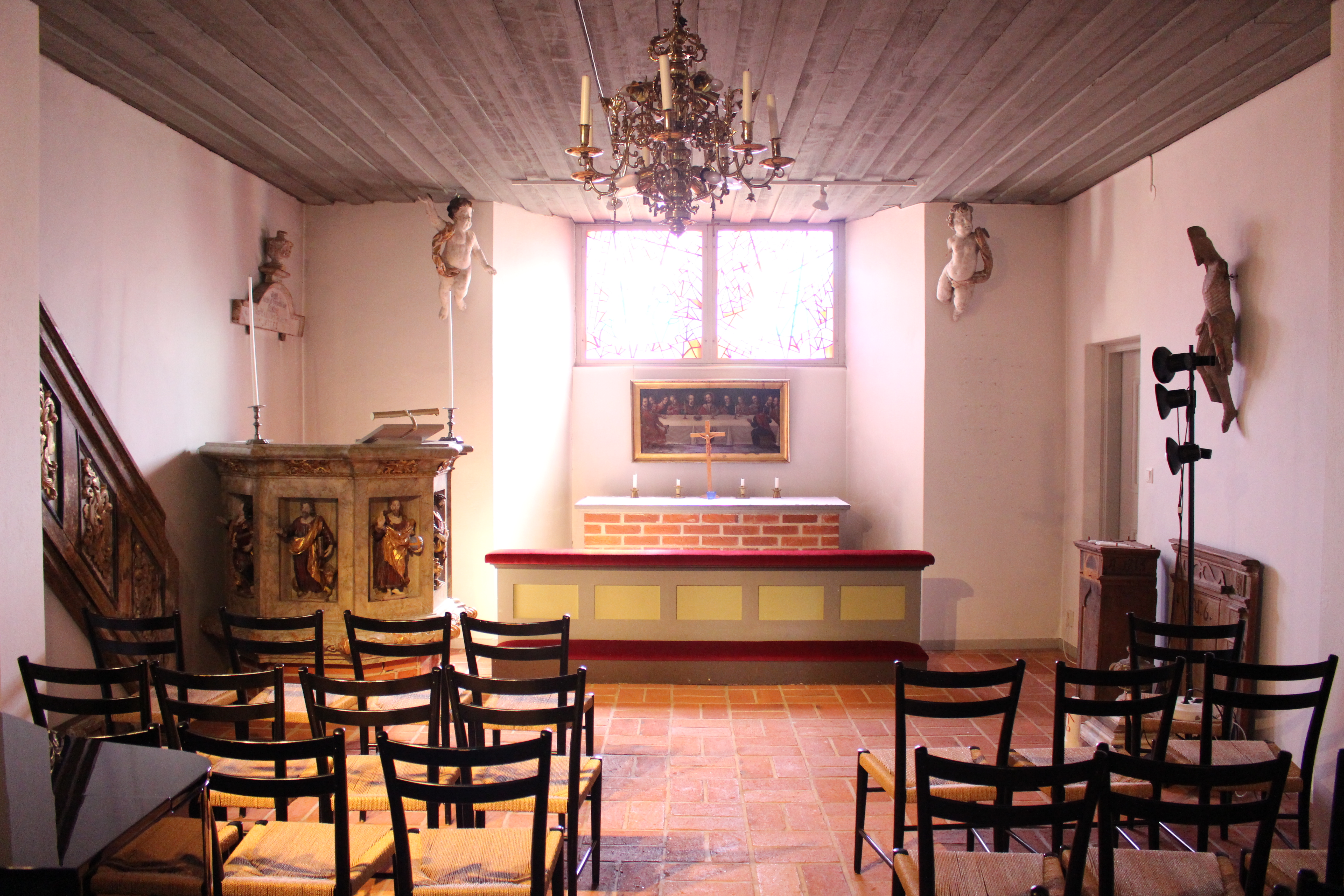
Ansgarskapellet under orgelläktaren
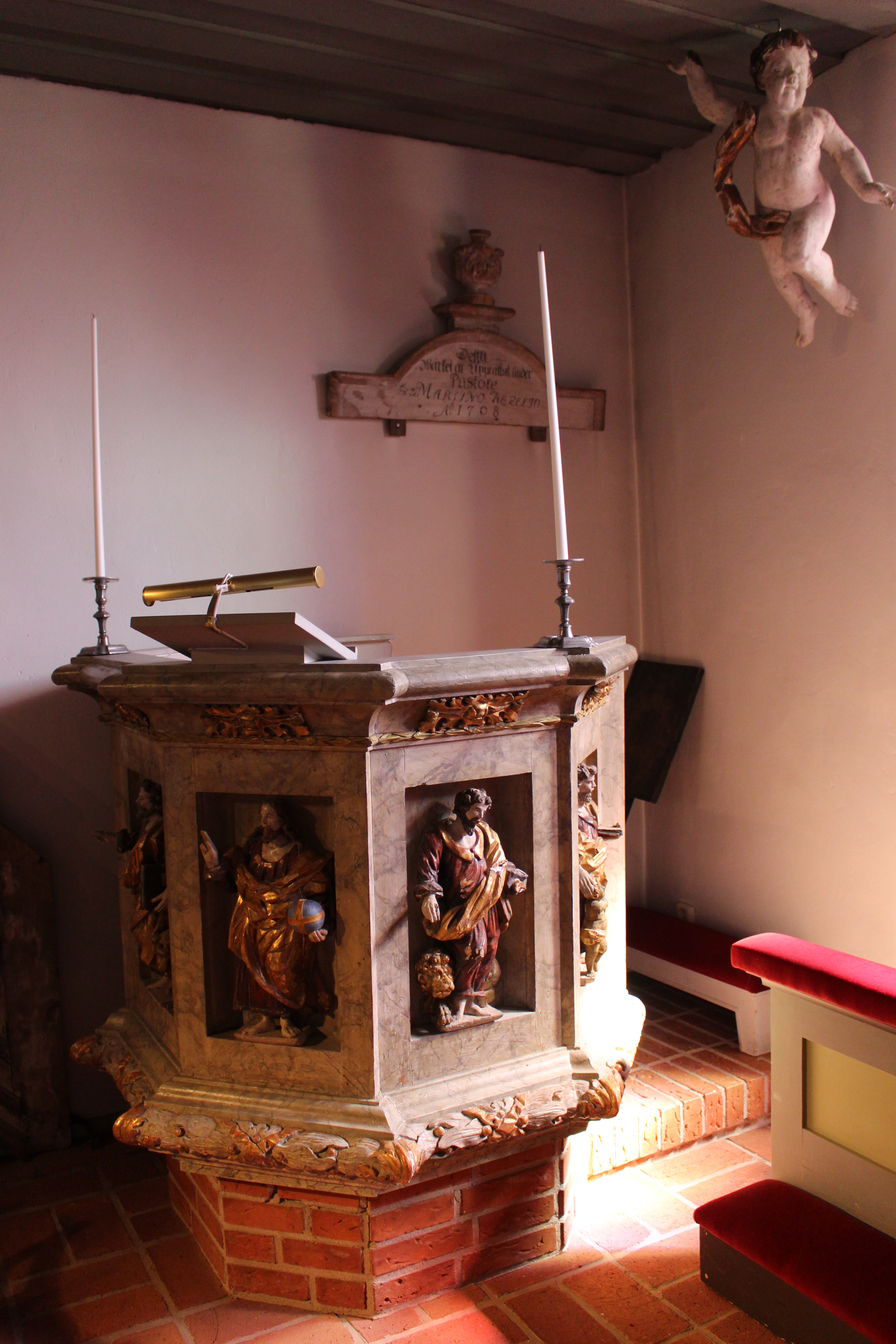
Gamla kyrkans predikstol
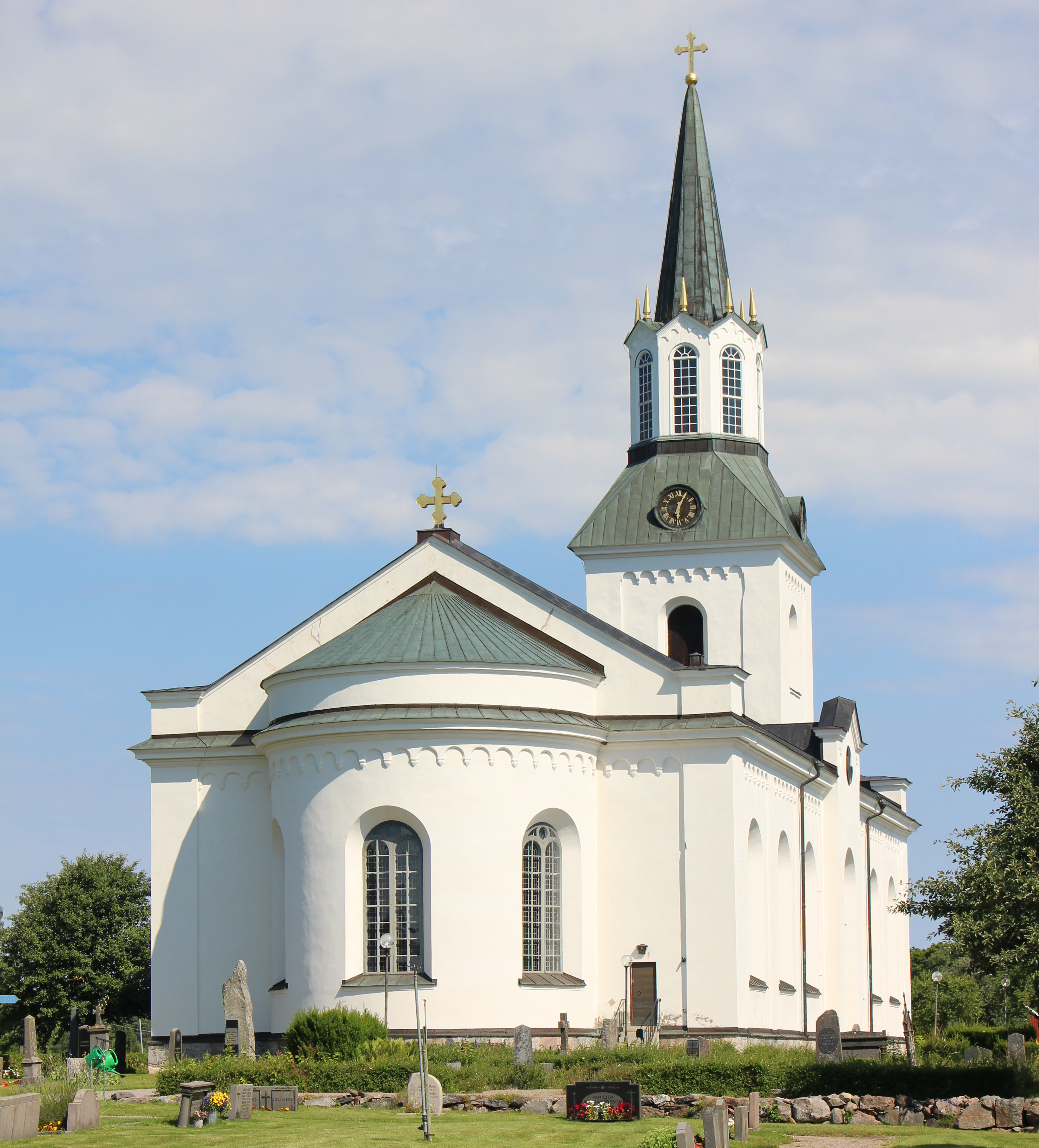
Kyrkan från söder
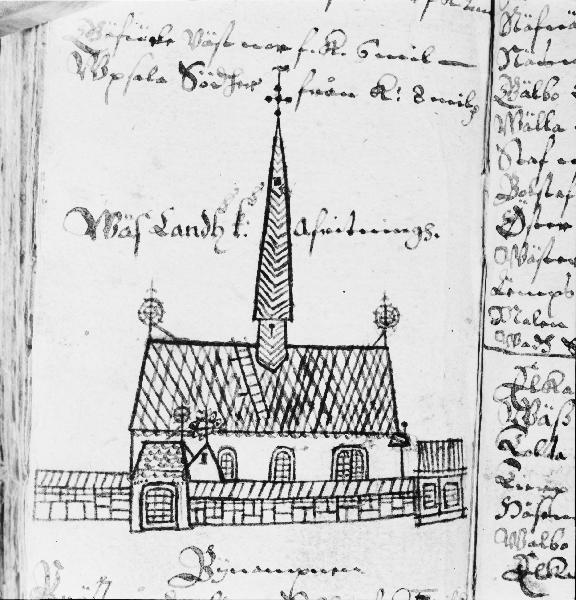
Rhezelius teckning av gamla kyrkan